# Football Club Pro Vercelli 1892 2013-2014
Questa voce raccoglie le informazioni riguardanti il Football Club Pro Vercelli 1892 nelle competizioni ufficiali della stagione 2013-2014.

## Stagione
Nella stagione 2013-2014 la Pro Vercelli ha disputato il secondo campionato di Lega Pro Prima Divisione della sua storia, con 57 punti ha ottenuto il secondo posto nel girone A alle spalle dell'Entella, che ha ottenuto la promozione diretta, con il diritto a disputare da favorita i Play-off. Allenata da Cristiano Scazzola la Pro Vercelli si è fatta trovare pronta anche nei Play-off, nei quali ha eliminato nei Quarti di finale la Feralpisalò (3-0), nella doppia semifinale ha superato il Savona, nella doppia finale ha superato il Sudtirol, ottenendo la promozione in Serie B dopo una sola stagione. Con 13 reti in campionato Ettore Marchi è stato il miglior marcatore vercellese. Nella Coppa Italia Tim Cup la Pro Vercelli ha incrociato il Monza nel primo turno perdendo (0-1) a Vercelli. Nella Coppa Italia di Lega Pro la Pro Vercelli nel primo turno ad eliminazione ha superato (3-0) il Lumezzane, nel secondo turno si è fermata superata (1-0) dalla Pro Patria.

## Divise e sponsor
Il fornitore ufficiale di materiale tecnico per la stagione 2013-2014 è stato Erreà, mentre lo sponsor di maglia è stato Senior Service.
| 1ª divisa | 2ª divisa | 3ª divisa |

## Organigramma societario
Area direttiva
- Presidente: Massimo Secondo
- Amministratore delegato: Fabrizio Rizzi
- Consigliere con delega al Settore Giovanile: Jose Saggia
- Segretario generale: Antonio Avarello
- Responsabile amministrativo: Stefano Bordone
- Responsabile relazioni internazionali: Michele Secondo
- Addetto stampa: Filippo Simonetti
- Responsabile settore giovanile: Alberto Gusella

Area tecnica
- Direttore sportivo: Massimo Varini
- Allenatore: Cristiano Scazzola
- Allenatore in seconda: Alessandro Turone
- Preparatore dei portieri: Antonello De Giorgi
- Preparatore atletico: Stefano Bortolan
- Team Manager: Antonio Cagliano

Area sanitaria
- Medico sociale: Matteo Scala
- Massofisioterapisti: Stefano Francese e Fabrizio Pessetti
- Recupero infortuni: Giorgio Bertolone

## Rosa
| N. |                    | Ruolo | Calciatore            |
| -- | ------------------ | ----- | --------------------- |
|    | Italia (bandiera)  | P     | Aniello Ambrosio      |
|    | Italia (bandiera)  | P     | Danilo Russo          |
|    | Italia (bandiera)  | P     | Alex Valentini        |
|    | Italia (bandiera)  | D     | Mattia Bani           |
|    | Italia (bandiera)  | D     | Nazzareno Belfasti    |
|    | Italia (bandiera)  | D     | Tommaso Cancellotti   |
|    | Italia (bandiera)  | D     | Francesco Cosenza     |
|    | Italia (bandiera)  | D     | Riccardo Fochesato    |
|    | Italia (bandiera)  | D     | Shadi Ghosheh         |
|    | Francia (bandiera) | D     | Toni Huston           |
|    | Italia (bandiera)  | D     | Alessandro Ranellucci |
|    | Italia (bandiera)  | D     | Massimiliano Scaglia  |
|    | Italia (bandiera)  | C     | Francesco Ardizzone   |
|    | Italia (bandiera)  | C     | Andrea Cristiano      |
|    | Italia (bandiera)  | C     | Matteo Di Piazza      |
|    | Italia (bandiera)  | C     | Donato Disabato       |
|    | Italia (bandiera)  | C     | Simone Emmanuello     |

| N. |                      | Ruolo | Calciatore         |
| -- | -------------------- | ----- | ------------------ |
|    | Argentina (bandiera) | C     | Horacio Erpen      |
|    | Italia (bandiera)    | C     | Umberto Germano    |
|    | Italia (bandiera)    | C     | Andrea Marconi     |
|    | Italia (bandiera)    | C     | Vincenzo Pepe      |
|    | Italia (bandiera)    | C     | Andrea Rosso       |
|    | Italia (bandiera)    | C     | Giuseppe Ruggiero  |
|    | Italia (bandiera)    | C     | Manuel Scavone     |
|    | Italia (bandiera)    | C     | Mattia Spezzani    |
|    | Italia (bandiera)    | C     | Giuseppe Statella  |
|    | Italia (bandiera)    | A     | Cristian Bunino    |
|    | Italia (bandiera)    | A     | Gianni Fabiano     |
|    | Italia (bandiera)    | A     | Guido Gomez        |
|    | Italia (bandiera)    | A     | Giuseppe Greco     |
|    | Italia (bandiera)    | A     | Pietro Iemmello    |
|    | Italia (bandiera)    | A     | Alberto Libertazzi |
|    | Italia (bandiera)    | A     | Ettore Marchi      |
|    | Finlandia (bandiera) | A     | Njazi Kuqi         |

## Risultati

### Prima Divisione

#### Girone d'andata
| Arbitro: | Baroni (Firenze) |

|              |           |                           |
| Benedetti 9’ | Marcatori | 40’ (rig.), 67’ E. Marchi |

| Arbitro: | Colarossi (Roma) |

|               |           |  |
| E. Marchi 14’ | Marcatori |  |

| Arbitro: | Pezzuto (Lecce) |

|                   |           |                            |
| Alessi 38’ (rig.) | Marcatori | 29’ Ruggiero 35’ E. Marchi |

| Arbitro: | Ros (Pordenone) |

|                            |           |                  |
| E. Marchi 64’ G. Greco 65’ | Marcatori | 74’, 78’ Marsura |

| Arbitro: | Illuzzi (Molfetta) |

|                        |           |                        |
| Cissé 50’ Girasole 57’ | Marcatori | 2’ E. Marchi 74’ Gomez |

| Arbitro: | Brasi (Seregno) |

|          |           |  |
| Pepe 87’ | Marcatori |  |

| Como 20 ottobre 2013 7ª giornata | Como              | 0 – 0 referto | Pro Vercelli | Stadio Giuseppe Sinigaglia\| Arbitro: \| Piccinini (Forlì) \| |
| Arbitro:                         | Piccinini (Forlì) |               |              |                                                               |

| Arbitro: | Rossi (Rovigo) |

|                                                          |           |  |
| M. Scaglia 25’ E. Marchi 35’ Álvaro 77’ (aut.) Erpen 81’ | Marcatori |  |

| Arbitro: | Abisso (Palermo) |

|  |           |          |
|  | Marcatori | 73’ Bani |

| Arbitro: | Balice (Termoli) |

|               |           |  |
| E. Marchi 32’ | Marcatori |  |

| Arbitro: | Sacchi (Macerata) |

|             |           |           |
| Bocalon 89’ | Marcatori | 76’ Erpen |

| Arbitro: | Tardino (Milano) |

|               |           |                |
| E. Marchi 74’ | Marcatori | 73’ Giacomelli |

| Bolzano 8 dicembre 2014 13ª giornata | Südtirol          | 0 – 0 referto | Pro Vercelli | Stadio Druso\| Arbitro: \| Piccinini (Forlì) \| |
| Arbitro:                             | Piccinini (Forlì) |               |              |                                                 |

| Vercelli 15 dicembre 2014 14ª giornata | Pro Vercelli         | 0 – 0 referto | Virtus Entella | Stadio Silvio Piola\| Arbitro: \| Dei Giudici (Latina) \| |
| Arbitro:                               | Dei Giudici (Latina) |               |                |                                                           |

| Arbitro: | Cifelli (Campobasso) |

|                                             |           |                                          |
| Pescatore 52’ Cellini 72’ (rig.) Merini 78’ | Marcatori | 28’ Ardizzone 49’ G. Greco 83’ E. Marchi |

#### Girone di ritorno
| Arbitro: | Capilungo (Lecce) |

|             |           |  |
| Fabiano 45’ | Marcatori |  |

| Busto Arsizio 12 gennaio 2014 17ª giornata | Pro Patria         | 0 – 0 referto | Pro Vercelli | Stadio Carlo Speroni\| Arbitro: \| Pelagatti (Arezzo) \| |
| Arbitro:                                   | Pelagatti (Arezzo) |               |              |                                                          |

| Arbitro: | Caso (Verona) |

|               |           |  |
| Ardizzone 56’ | Marcatori |  |

| Arbitro: | Ripa (Nocera Inferiore) |

|              |           |  |
| Miracoli 52’ | Marcatori |  |

| Arbitro: | Di Martino (Teramo) |

|             |           |              |
| Scavone 14’ | Marcatori | 57’ Regonesi |

| Arbitro: | Pezzuto (Lecce) |

|                 |           |             |
| Iv. Marconi 56’ | Marcatori | 60’ Scavone |

| Arbitro: | Piscopo (Imperia) |

|               |           |              |
| E. Marchi 88’ | Marcatori | 72’ Altinier |

| Serravalle 2 marzo 2014 23ª giornata | San Marino         | 0 – 0 referto | Pro Vercelli | Stadio Olimpico\| Arbitro: \| Giovani (Grosseto) \| |
| Arbitro:                             | Giovani (Grosseto) |               |              |                                                     |

| Arbitro: | Mangialardi (Pistoia) |

|              |           |  |
| E. Marchi 2’ | Marcatori |  |

| Pavia 16 marzo 2014 25ª giornata | Pavia         | 0 – 0 referto | Pro Vercelli | Stadio Pietro Fortunati\| Arbitro: \| Marini (Roma) \| |
| Arbitro:                         | Marini (Roma) |               |              |                                                        |

| Arbitro: | Ripa (Nocera Inferiore) |

|             |           |  |
| Fabiano 39’ | Marcatori |  |

| Arbitro: | Ros (Pordenone) |

|             |           |               |
| Gentili 30’ | Marcatori | 25’ E. Marchi |

| Arbitro: | Giovani (Grosseto) |

|                          |           |  |
| Scavone 5’ Ardizzone 81’ | Marcatori |  |

| Arbitro: | Pezzuto (Lecce) |

|  |           |           |
|  | Marcatori | 44’ Erpen |

| Arbitro: | Marini (Roma) |

|                           |           |  |
| Iemmello 8’ E. Marchi 12’ | Marcatori |  |

### Play-off
| Arbitro: | Ripa (Nocera Inferiore) |

|                               |           |  |
| Marchi 9’, 20’ Ranellucci 79’ | Marcatori |  |

| Arbitro: | Pezzuto (Lecce) |

|               |           |                                |
| Fr. Virdis 1’ | Marcatori | 45’ E. Marchi 62’ (rig.) Erpen |

| Arbitro: | Marini (Roma) |

|                                  |           |                       |
| G. Greco 39’ (rig.) Statella 90’ | Marcatori | 14’ (rig.) Fr. Virdis |

### Finale
| Arbitro: | Abisso (Palermo) |

|  |           |             |
|  | Marcatori | 51’ Cosenza |

| Arbitro: | Pezzuto (Lecce) |

|             |           |             |
| Fabiano 49’ | Marcatori | 16’ Corazza |

### Coppa Italia
| Arbitro: | Giovani (Grosseto) |

|  |           |             |
|  | Marcatori | 24’ Finotto |

### Coppa Italia Lega Pro

#### Fase finale
| Arbitro: | Verdenelli (Foligno) |

|                             |           |  |
| Pepe 2’ Gomez 11’ Erpen 24’ | Marcatori |  |

| Arbitro: | Aversano (Treviso) |

|             |           |  |
| Moscati 58’ | Marcatori |  |

## Statistiche

### Statistiche di squadra
| Competizione             | Punti | In casa | In casa | In casa | In casa | In casa | In casa | In trasferta | In trasferta | In trasferta | In trasferta | In trasferta | In trasferta | Totale | Totale | Totale | Totale | Totale | Totale | DR  |
| Competizione             | Punti | G       | V       | N       | P       | Gf      | Gs      | G            | V            | N            | P            | Gf           | Gs           | G      | V      | N      | P      | Gf     | Gs     | DR  |
| ------------------------ | ----- | ------- | ------- | ------- | ------- | ------- | ------- | ------------ | ------------ | ------------ | ------------ | ------------ | ------------ | ------ | ------ | ------ | ------ | ------ | ------ | --- |
| Lega Pro Prima Divisione | 57    | 15      | 9       | 5       | 0       | 20      | 5       | 15           | 4            | 10           | 1            | 13           | 10           | 30     | 14     | 15     | 1      | 33     | 15     | +18 |
| Play-off                 |       | 3       | 2       | 1       | 0       | 6       | 2       | 2            | 2            | 0            | 0            | 3            | 1            | 5      | 4      | 1      | 0      | 9      | 3      | +6  |
| Coppa Italia             |       | 1       | 0       | 0       | 1       | 0       | 1       | -            | -            | -            | -            | -            | -            | 1      | 0      | 0      | 1      | 0      | 1      | -1  |
| Coppa Italia Lega Pro    |       | 1       | 1       | 0       | 0       | 3       | 0       | 1            | 0            | 0            | 1            | 0            | 1            | 2      | 1      | 0      | 1      | 3      | 1      | +2  |
| Totale                   | -     | 19      | 12      | 6       | 1       | 27      | 7       | 18           | 6            | 10           | 2            | 16           | 12           | 37     | 18     | 16     | 3      | 43     | 19     | +24 |

### Statistiche dei giocatori
| Giocatore      | Prima Divisione | Prima Divisione | Prima Divisione | Prima Divisione | Play-off | Play-off | Play-off    | Play-off   | Coppa Italia | Coppa Italia | Coppa Italia | Coppa Italia | Coppa Italia Lega Pro | Coppa Italia Lega Pro | Coppa Italia Lega Pro | Coppa Italia Lega Pro | Totale   | Totale | Totale      | Totale     |
| Giocatore      | Presenze        | Reti            | Ammonizioni     | Espulsioni      | Presenze | Reti     | Ammonizioni | Espulsioni | Presenze     | Reti         | Ammonizioni  | Espulsioni   | Presenze              | Reti                  | Ammonizioni           | Espulsioni            | Presenze | Reti   | Ammonizioni | Espulsioni |
| -------------- | --------------- | --------------- | --------------- | --------------- | -------- | -------- | ----------- | ---------- | ------------ | ------------ | ------------ | ------------ | --------------------- | --------------------- | --------------------- | --------------------- | -------- | ------ | ----------- | ---------- |
| F. Ardizzone   | 20              | 3               | 3               | 0               | 4        | 0        | 1           | 0          | -            | -            | -            | -            | -                     | -                     | -                     | -                     | 24       | 3      | 4           | 0          |
| M. Bani        | 10              | 1               | 4               | 0               | -        | -        | -           | -          | 1            | 0            | 0            | 0            | 2                     | 0                     | 0                     | 0                     | 13       | 1      | 4           | 0          |
| N. Belfasti    | 1               | 0               | 0               | 0               | -        | -        | -           | -          | -            | -            | -            | -            | 2                     | 0                     | 1                     | 0                     | 3        | 0      | 1           | 0          |
| C. Bunino      | -               | -               | -               | -               | -        | -        | -           | -          | -            | -            | -            | -            | 1                     | 0                     | 0                     | 0                     | 1        | 0      | 0           | 0          |
| T. Cancellotti | 13              | 0               | 2               | 0               | -        | -        | -           | -          | 1            | 0            | 0            | 0            | 2                     | 0                     | 0                     | 0                     | 16       | 0      | 2           | 0          |
| F. Cosenza     | 27              | 0               | 11              | 0               | 5        | 1        | 1           | 0          | 1            | 0            | 1            | 0            | -                     | -                     | -                     | -                     | 33       | 1      | 13          | 0          |
| A. Cristiano   | -               | -               | -               | -               | -        | -        | -           | -          | 1            | 0            | 1            | 0            | -                     | -                     | -                     | -                     | 1        | 0      | 1           | 0          |
| M. Di Piazza   | -               | -               | -               | -               | -        | -        | -           | -          | 1            | 0            | 1            | 0            | -                     | -                     | -                     | -                     | 1        | 0      | 1           | 0          |
| D. Disabato    | 19              | 0               | 0               | 0               | 3        | 0        | 0           | 0          | 1            | 0            | 0            | 0            | 1                     | 0                     | 0                     | 0                     | 24       | 0      | 0           | 0          |
| S. Emmanuello  | 1               | 0               | 0               | 0               | -        | -        | -           | -          | -            | -            | -            | -            | -                     | -                     | -                     | -                     | 1        | 0      | 0           | 0          |
| H. Erpen       | 22              | 3               | 5               | 0               | 5        | 1        | 1           | 0          | 1            | 0            | 0            | 0            | 2                     | 1                     | 0                     | 0                     | 30       | 5      | 6           | 0          |
| G. Fabiano     | 19              | 2               | 4               | 0               | 5        | 1        | 1           | 0          | -            | -            | -            | -            | -                     | -                     | -                     | -                     | 24       | 3      | 5           | 0          |
| R. Fochesato   | -               | -               | -               | -               | -        | -        | -           | -          | -            | -            | -            | -            | 2                     | 0                     | 1                     | 0                     | 2        | 0      | 1           | 0          |
| U. Germano     | -               | -               | -               | -               | -        | -        | -           | -          | 1            | 0            | 0            | 0            | -                     | -                     | -                     | -                     | 1        | 0      | 0           | 0          |
| S. Ghosheh     | 3               | 0               | 0               | 0               | 1        | 0        | 1           | 0          | -            | -            | -            | -            | -                     | -                     | -                     | -                     | 4        | 0      | 1           | 0          |
| G. Gomez       | 4               | 1               | 0               | 0               | -        | -        | -           | -          | 1            | 0            | 0            | 0            | 2                     | 1                     | 0                     | 0                     | 7        | 2      | 0           | 0          |
| G. Greco       | 22              | 2               | 2               | 1               | 5        | 1        | 0           | 0          | 1            | 0            | 0            | 0            | -                     | -                     | -                     | -                     | 28       | 3      | 2           | 1          |
| T. Huston      | -               | -               | -               | -               | -        | -        | -           | -          | -            | -            | -            | -            | 1                     | 0                     | 0                     | 0                     | 1        | 0      | 0           | 0          |
| P. Iemmello    | 10              | 1               | 3               | 0               | 4        | 0        | 0           | 0          | -            | -            | -            | -            | -                     | -                     | -                     | -                     | 14       | 1      | 3           | 0          |
| A. Libertazzi  | 2               | 0               | 0               | 0               | -        | -        | -           | -          | -            | -            | -            | -            | 1                     | 0                     | 0                     | 0                     | 3        | 0      | 0           | 0          |
| E. Marchi      | 29              | 14              | 6               | 0               | 5        | 3        | 1           | 0          | -            | -            | -            | -            | -                     | -                     | -                     | -                     | 34       | 17     | 7           | 0          |
| A. Marconi     | 28              | 0               | 5               | 0               | 5        | 0        | 1           | 0          | -            | -            | -            | -            | 2                     | 0                     | 0                     | 0                     | 35       | 0      | 6           | 0          |
| N. Kuqi        | 7               | 0               | 0               | 0               | 1        | 0        | 0           | 0          | -            | -            | -            | -            | -                     | -                     | -                     | -                     | 8        | 0      | 0           | 0          |
| V. Pepe        | 21              | 1               | 1               | 0               | -        | -        | -           | -          | -            | -            | -            | -            | 1                     | 1                     | 1                     | 0                     | 22       | 2      | 2           | 0          |
| A. Ranellucci  | 27              | 0               | 10              | 0               | 5        | 1        | 1           | 0          | -            | -            | -            | -            | 1                     | 0                     | 0                     | 0                     | 33       | 1      | 11          | 0          |
| A. Rosso       | 24              | 0               | 9               | 0               | 5        | 0        | 1           | 0          | 1            | 0            | 1            | 0            | 2                     | 0                     | 0                     | 0                     | 32       | 0      | 11          | 0          |
| G. Ruggiero    | 14              | 1               | 0               | 0               | -        | -        | -           | -          | -            | -            | -            | -            | -                     | -                     | -                     | -                     | 14       | 1      | 0           | 0          |
| D. Russo       | 30              | -15             | 1               | 0               | 5        | -3       | 0           | 0          | -            | -            | -            | -            | 2                     | -1                    | 0                     | 0                     | 37       | -19    | 1           | 0          |
| M. Scaglia     | 29              | 1               | 7               | 0               | 4        | 0        | 2           | 0          | 1            | 0            | 0            | 0            | -                     | -                     | -                     | -                     | 34       | 1      | 9           | 0          |
| M. Scavone     | 27              | 2               | 7               | 0               | 3        | 0        | 2           | 0          | 1            | 0            | 0            | 0            | -                     | -                     | -                     | -                     | 31       | 2      | 9           | 0          |
| M. Spezzani    | 1               | 0               | 0               | 0               | -        | -        | -           | -          | -            | -            | -            | -            | 2                     | 0                     | 1                     | 0                     | 3        | 0      | 1           | 0          |
| G. Statella    | 11              | 0               | 0               | 0               | 5        | 1        | 0           | 0          | -            | -            | -            | -            | -                     | -                     | -                     | -                     | 16       | 1      | 0           | 0          |
| A. Valentini   | -               | -               | -               | -               | -        | -        | -           | -          | 1            | -1           | 0            | 0            | -                     | -                     | -                     | -                     | 1        | -1     | 0           | 0          |